# MTV Video Music Awards 1985
Gli MTV Video Music Awards 1985 sono stati la 2ª edizione dell'omonimo premio musicale. La cerimonia di premiazione si è tenuta presso il Radio City Music Hall di New York il 13 settembre 1985, condotta da Eddie Murphy e trasmessa da MTV.

## Cerimonia
Tra gli artisti con più candidature della serata vi furono David Lee Roth, con otto, Lindsey Buckingham e Don Henley con sette ciascuno, Bryan Adams, con sei, e Madonna, Eurythmics e Tom Petty and the Heartbreakers che ne ricevettero cinque a testa. Gli unici artisti a ricevere più di un premio durante la serata furono però Don Henley, con il suo successo The Boys of Summer, che vinse quattro moonmen, incluso quello come Video dell'anno, e gli USA for Africa per la canzone benefica We Are the World, scritta da Michael Jackson e Lionel Richie, che si aggiudicò i premi Best Group Video e Viewer's Choice (scelta del pubblico).

### Esibizioni
- Eurythmics
- David Ruffin & Eddie Kendricks & Hall & Oates
- Tears for Fears
- John Cougar Mellencamp
- Pat Benatar
- Sting
- Eddie Murphy

## Vincitori e candidati
I vincitori sono indicati in grassetto.

### Video dell'anno
- Don Henley - The Boys of Summer
- Tom Petty and the Heartbreakers - Don't Come Around Here No More
- David Lee Roth - California Girls
- David Lee Roth - Just a Gigolo/I Ain't Got Nobody
- USA for Africa - We Are the World

### Miglior video di un artista maschile
- Bruce Springsteen - I'm on Fire

- Glenn Frey - Smuggler's Blues
- Don Henley - The Boys of Summer
- David Lee Roth - California Girls
- David Lee Roth - Just a Gigolo/I Ain't Got Nobody

### Miglior video di un'artista femminile
- Tina Turner - What's Love Got to Do with It

- Cyndi Lauper - She Bop
- Madonna - Material Girl
- Sade - Smooth Operator
- Sheila E. - The Glamorous Life

### Miglior video di un gruppo
- USA for Africa - We Are the World

- The Cars - Drive
- Eurythmics - Would I Lie to You?
- Huey Lewis and the News - If This Is It
- U2 - Pride (In the Name of Love)

### Miglior artista esordiente
- 'Til Tuesday - Voices Carry

- Frankie Goes to Hollywood - Two Tribes
- Julian Lennon - Too Late for Goodbyes
- Sade - Smooth Operator
- Sheila E. - The Glamorous Life

### Miglior video concept
- Glenn Frey - Smuggler's Blues

- Frankie Goes to Hollywood - Two Tribes
- Don Henley - The Boys of Summer
- Tom Petty and the Heartbreakers - Don't Come Around Here No More
- David Lee Roth - Just a Gigolo/I Ain't Got Nobody

### Miglior video svolta
- Art of Noise - Close (To the Edit)

- Lindsey Buckingham - Go Insane
- Lindsey Buckingham - Slow Dancing
- Chris Isaak - Dancin'
- Lone Justice - Ways to Be Wicked

### Miglior esibizione sul palco in un video
- Bruce Springsteen - Dancing in the Dark

- David Bowie - Blue Jean (live)
- Eurythmics - Would I Lie to You?
- Talking Heads - Once in a Lifetime (live)
- Tina Turner - Better Be Good to Me

### Miglior esibizione in un video
- Philip Bailey & Phil Collins - Easy Lover

- Eurythmics - Would I Lie to You?
- David Lee Roth - Just a Gigolo/I Ain't Got Nobody
- Bruce Springsteen - Dancing in the Dark
- USA for Africa - We Are the World

### Miglior regia
- Don Henley - The Boys of Summer (Jean-Baptiste Mondino)

- Bryan Adams - Run to You (Director: Steven Barron)
- Duran Duran - The Wild Boys (Russell Mulcahy)
- Chris Isaak - Dancin' (Mary Lambert)
- Tom Petty and the Heartbreakers - Don't Come Around Here No More (Jeff Stein)
- Simple Minds - Don't You (Forget About Me) (Daniel Kleinman)
- Toto - Stranger in Town (Steven Barron)

### Miglior coreografia
- Elton John - Sad Songs (Say So Much) (David Atkins)

- Eurythmics - Would I Lie to You? (Eddie Baytos)
- Madonna - Like a Virgin (Madonna)
- Madonna - Material Girl (Kenny Ortega)
- Prince & The Revolution - When Doves Cry (Prince)
- Sheila E. - The Glamorous Life (Lesli Glatter)
- Tina Turner - Private Dancer (Arlene Phillips)

### Migliori effetti speciali
- Tom Petty and the Heartbreakers - Don't Come Around Here No More (Tony Mitchell, Kathy Dougherty & Peter Cohen)

- Bryan Adams - Run to You ( Cinebuild)
- Lindsey Buckingham - Go Insane (David Yardley)
- Lindsey Buckingham - Slow Dancing (David Yardley)
- Culture Club - It's a Miracle (David Yardley)

### Miglior scenografia
- Don Henley - The Boys of Summer (Bryan Jones)

- Bryan Adams - Run to You (Steven Barron)
- Peter Brown - Zie Zie Won't Dance (John Jolly)
- Culture Club - It's a Miracle (Bruce Hill)
- Madonna - Like a Virgin (John Ebdon)
- Simple Minds - Don't You (Forget About Me) (Mark Rimmell)

### Miglior montaggio
- Art of Noise - Close (to the Edit) (Zbigniew Rybczyński)

- Bryan Adams - Run to You (John Mister)
- Lindsey Buckingham - Go Insane (David Yardley)
- Lindsey Buckingham - Slow Dancing (David Yardley)
- Eurythmics - Would I Lie to You? (Glenn Morgan)

### Miglior fotografia
- Don Henley - The Boys of Summer (Pascal Lebègue)

- Bryan Adams - Heaven (version 2) (Peter MacDonald)
- Bryan Adams - Run to You (Frank Gell)
- Lindsey Buckingham - Go Insane (Oliver Stapleton)
- Madonna - Like a Virgin (Peter Sinclair)

### Miglior video scelto dal pubblico
- USA for Africa - We Are the World

- Don Henley - The Boys of Summer
- Tom Petty and the Heartbreakers - Don't Come Around Here No More
- David Lee Roth - California Girls
- David Lee Roth - Just a Gigolo/I Ain't Got Nobody

### MTV Video Music Award alla carriera
- David Byrne
- Russell Mulcahy
- Godley & Creme

### Special Recognition Award
- Bob Geldof [4]